# Massimo Busacca
Massimo Busacca (ur. 6 lutego 1969 w Bellinzona) – szwajcarski sędzia piłkarski.
Arbitrem był od 1 stycznia 1998 roku, jako sędzia międzynarodowy zadebiutował trzy lata później meczem: Irlandia Północna – Bułgaria. Sędziował również spotkanie Polska – Łotwa, w ramach eliminacji do ME (2004) (przegrana reprezentacji Polski 0:1 w Warszawie). Jest dyrektorem, mieszka w Monte Carasso, mówi pięcioma językami: angielskim, niemieckim, francuskim, hiszpańskim i włoskim.
Karierę międzynarodową rozpoczął w 1999 roku jako arbiter podczas Mistrzostw Europy drużyn do lat 16 w Czechach. Później wybiegał na boisko jako sędzia podczas Mistrzostw Europy osiemnastolatków w Finlandii w 1999 roku oraz Mistrzostw Świata zespołów do lat 20 w Zjednoczonych Emiratach Arabskich w 2000 roku.
Prowadził mecze piłkarskich Mistrzostw Świata w Niemczech w 2006 roku, oraz podczas Mistrzostw Europy 2008 w Austrii i Szwajcarii, gdzie był głównym arbitrem półfinałowego spotkania Niemcy – Turcja.
Pod egidą UEFA do tej pory sędziował 77 spotkań, w tym 32 jako sędzia meczów Ligi Mistrzów.
W 2007 roku prowadził finał Pucharu UEFA FC Sevilla – Espanyol Barcelona.
W 2009 roku sędziował finał Ligi Mistrzów w Rzymie pomiędzy FC Barcelona i Manchesterem United.